# 雲林縣警察局

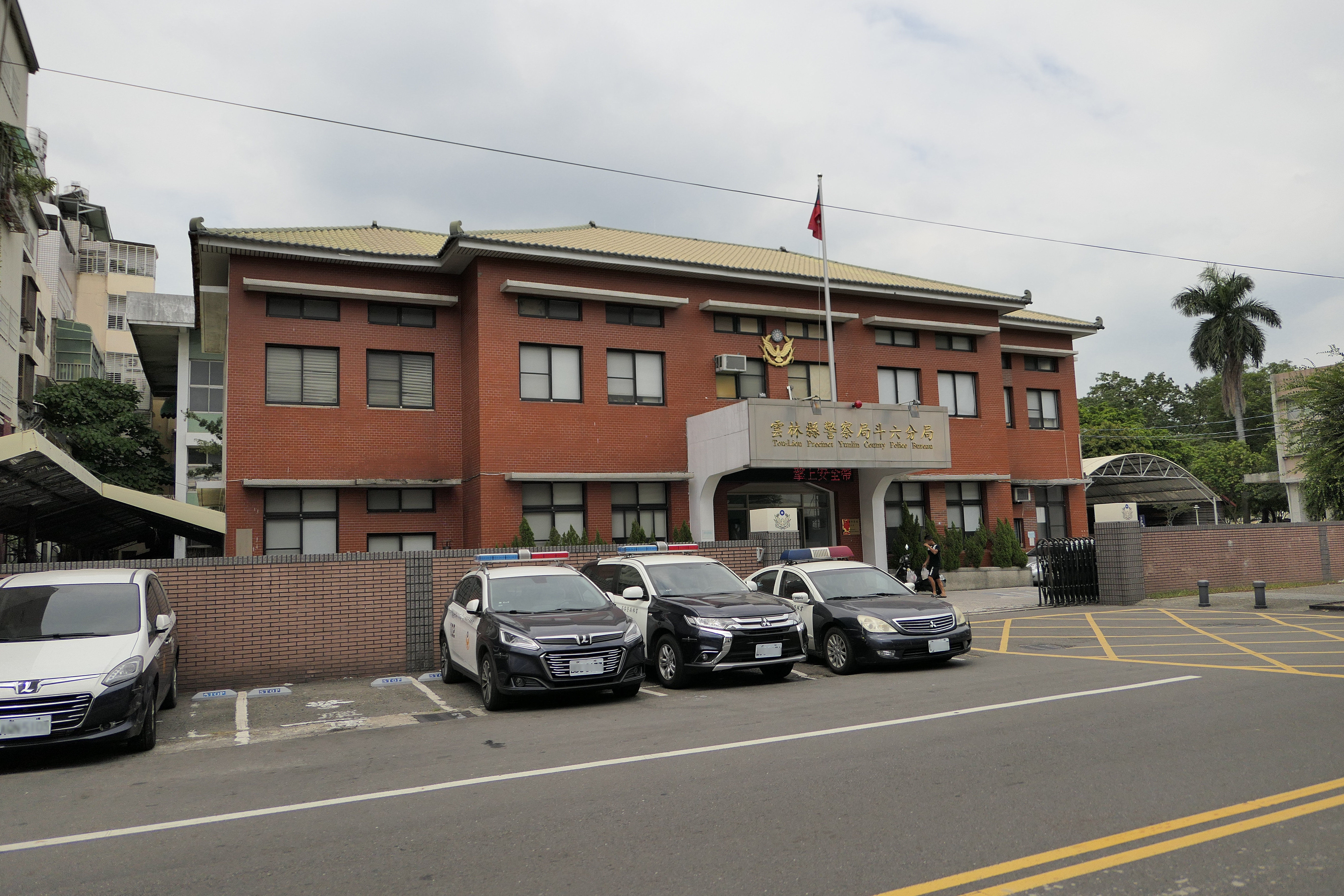
雲林縣警察局斗六分局

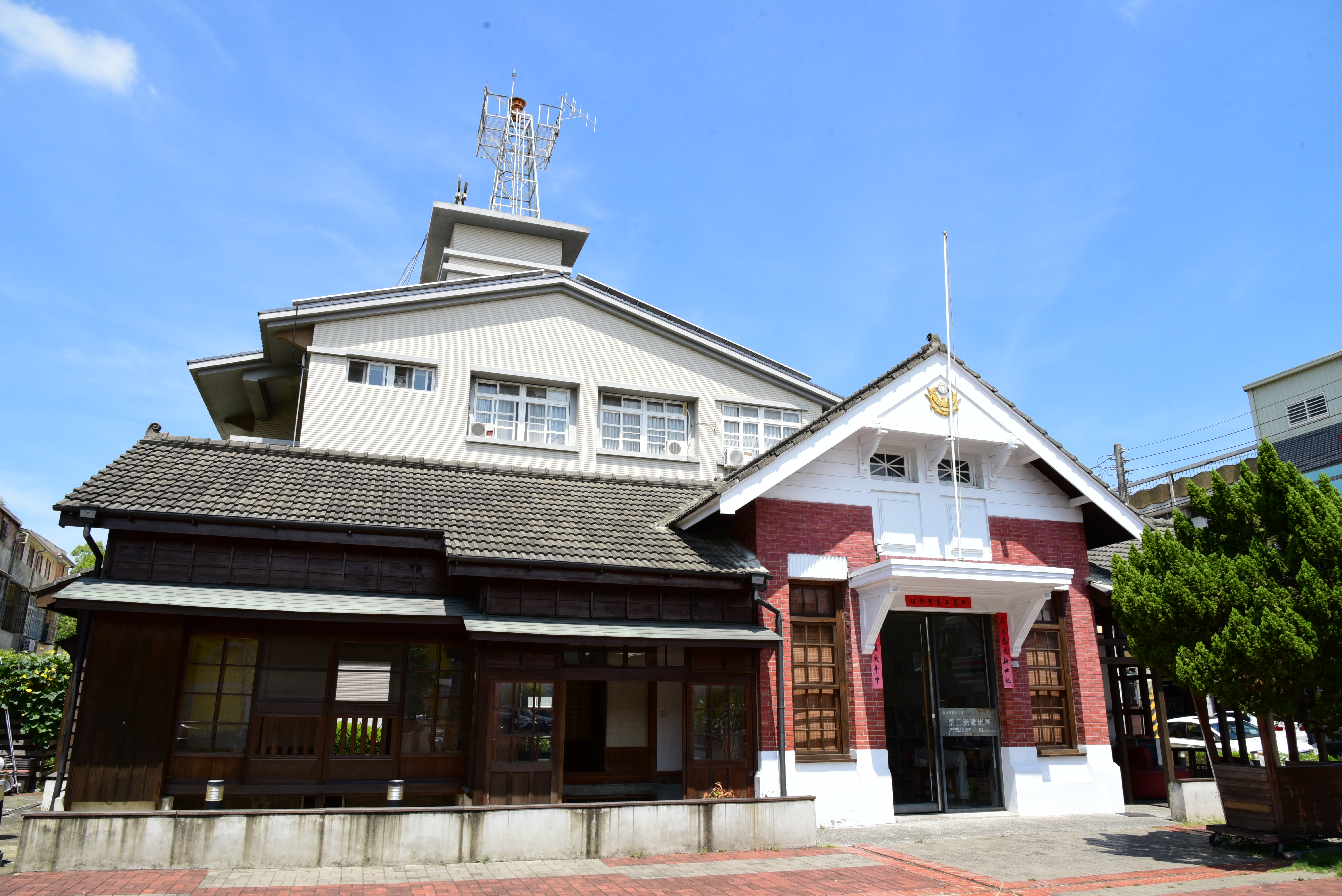
二崙派出所（現「二崙故事屋」），保存良好的日式建築

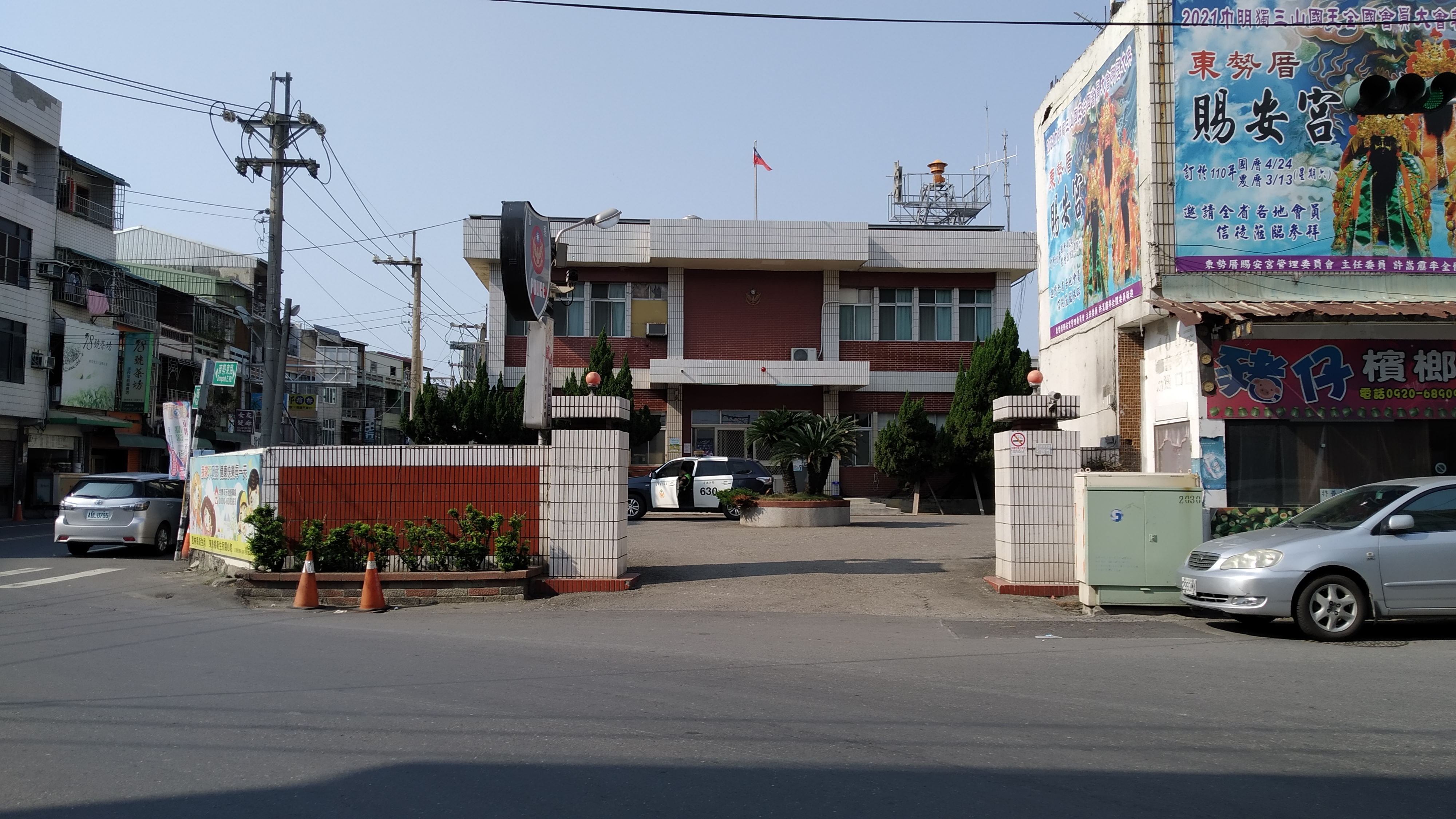
東勢分駐所，位於東勢鄉

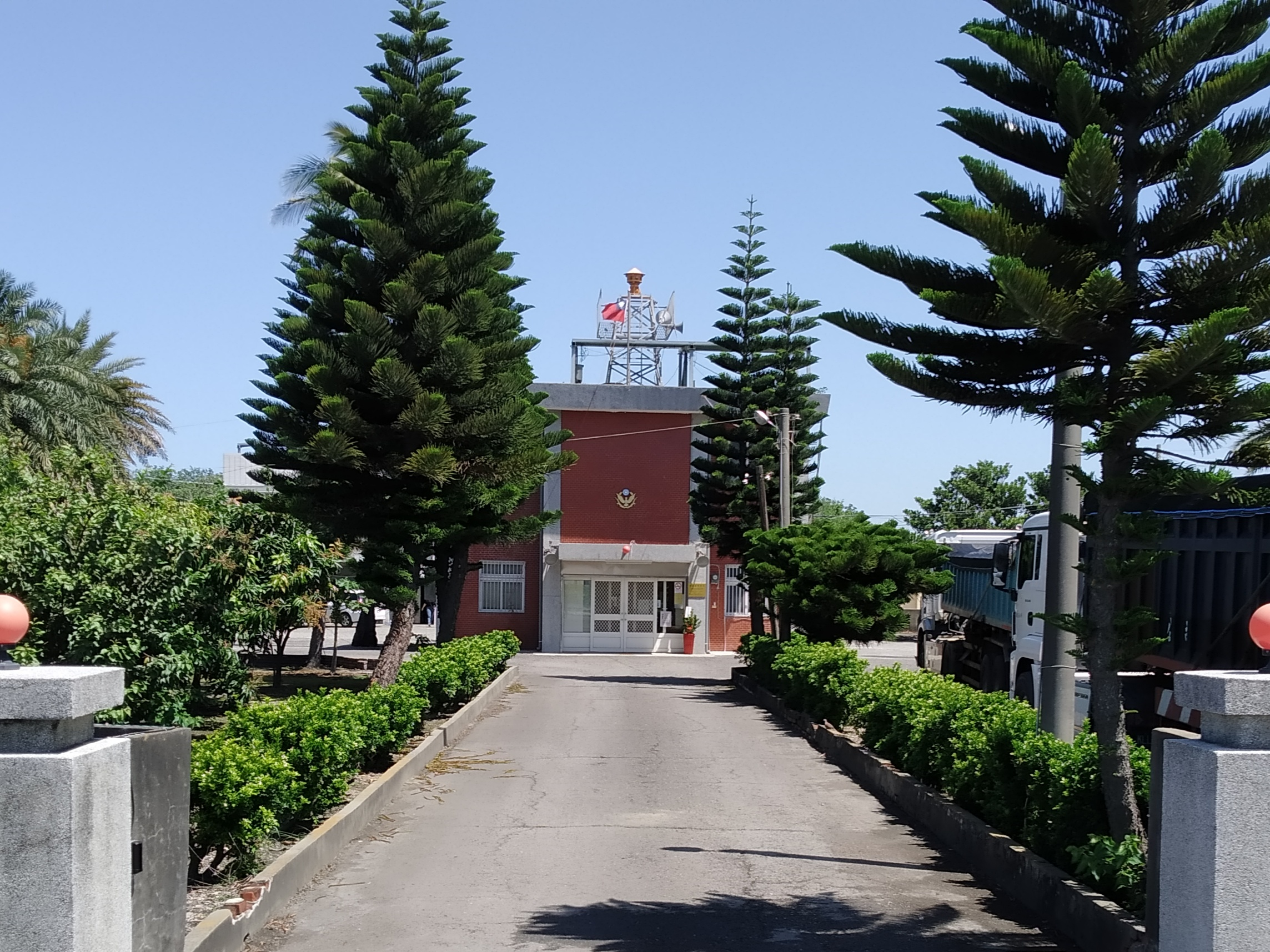
臺西分局安南派出所，位於東勢鄉安南路106號

雲林縣政府警察局（簡稱雲林縣警察局、雲林警局）是中華民國雲林縣最高層級的警察機關，隸屬內政部警政署與雲林縣政府雙重指揮體系，負責縣內20個鄉鎮市之警政、刑案偵查、交通管理、治安維護、公共安全、婦幼保護、防詐與防毒等業務。局本部位於斗六市大學路三段，設有局長室、行政科室、直屬警察隊及轄下多個分局與派出所，全面推動地方治安與社區警政。

## 簡介
雲林縣警察局於1950年10月成立，為配合臺灣省行政區域改制後雲林縣之設立，原繼承日治時期斗六郡警察組織基礎重整改編而成，現今管轄範圍含括斗六、虎尾、北港、西螺、斗南、莿桐、崙背、臺西、四湖、口湖等地區，計設有12個分局與超過80個派出所。
截至2025年，局長為李建民，為中央警察大學正科51期畢業，曾任臺北市警察局督察、刑警大隊長與新竹市副局長等職務，具有豐富刑事偵防與警政行政資歷。現任副局長為陳瑞金與詹登燦，主任秘書則為葉文啟。雲林警局以推動智慧警政、反詐犯罪、防災與災後應變為核心方向，致力提升鄉鎮社區居民之安全感與警民互信。

## 組織
雲林縣政府警察局設有局本部、各科室、直屬隊伍，以及所屬分局與派出所。組織架構如下：
| 單位類別       | 單位名稱                                                                                               | 主要職掌                                                                               |
| -------------- | --- | -------------------------------------------------------------------------------------- |
| 局本部         | 局長室、副局長室、主任秘書室                                                                           | 綜理警政業務、指揮監督全局                                                             |
| 行政科室       | 行政科、保安科、訓練科、外事科、後勤科、保防科、防治科、鑑識科、督察科、公關科、秘書科、資訊科、法制科 | 負責人事、財務、裝備、外事、治安、勤務規劃、訓練、法務、公共關係與資訊等事項           |
| 勤務單位與隊伍 | 勤務指揮中心、民防管制中心、刑警大隊、交通隊、保安隊、少年隊、婦幼警察隊                               | 執行勤務調度、災防應變、刑案偵查、交通管理、治安勤務、少年事件處理與婦幼安全保護等任務 |
| 所屬分局       | 斗六分局、斗南分局、虎尾分局、西螺分局、北港分局、臺西分局                                             | 負責所轄各鄉鎮之基層警政執行與派出所指揮管理，共轄約65個派出所                         |

## 事件

### 掃蕩偽造車牌集團
雲林縣警察局交通隊與地檢署合作，自2024年8月17日至9月27日查緝偽造車牌案件，共查獲18名嫌犯，扣得偽造車牌36面，主嫌為躲避查緝而透過網路購買車牌，案情影響複雜，警局強化聯合執法力度。

### 破獲偽造振興五倍券集團
雲林警察局偵破首例偽造振興五倍券犯罪，逮捕包括主嫌楊姓犯嫌等多人，起獲偽票、印表機、非法槍械與子彈，並查扣毒品，強力震懾非法製造假券的犯罪行為。

### 春節掃黑行動
2025年1月25日至26日，為維持農曆春節治安穩定，雲林縣警察局動員近千名警力，實施掃黑專案勤務，臨檢52處場所、巡邏286班次，成功查獲7名通緝犯，並破獲多起毒品、非法槍械、詐欺、妨害自由及竊盜案件。

### 打擊非法傾倒廢棄物集團
雲林縣警局與檢方、環保局聯手偵辦非法傾倒廢棄物案，自2024年起已偵破22個集團、逮捕334人；並導入AI智慧警政系統，於巡邏車與偵防車搭載即時影像辨識能力，提升攔檢效率。

## 外部連結
- 雲林縣警察局全球資訊網
- 雲林縣警察局的Facebook專頁